# Идрински рејон
Идрински рејон (рус. Идринский район) је општински рејон у централном делу Краснојарске Покрајине, Руске Федерације.
Административни центар рејона је насеље Идринскоје (рус. Идринское).
Удаљеност овог села до Краснојарска је 540 km, а до железничке станице у Абакану 132 km. Рејон је формиран 4. априла 1924. године. На територији постоји 16 општина.
Суседне области су:
- север: Балахтински рејон
- исток и југ: Курагински рејон
- запад: Краснотурански рејон

Укупна површина рејона је 6.070 km².
Укупан број становника је 11.920 (2014)